# Робишо, Луи
Луи Жозеф Робишо (фр. Louis Joseph Robichaud; 21 октября 1925, Сент-Антуан, Кент, Нью-Брансуик — 6 января 2005, Сент-Анн-де-Кент, Нью-Брансуик) — канадский государственный деятель. Премьер-министр Нью-Брансуика (1960—1970, первый акадиец на этом посту), сенатор Канад от Либеральной партии (1973—2000). Компаньон ордена Канады (1971).

## Биография
Родился в октябре 1925 года в деревне Сент-Антуан (Нью-Брансуик) в семье Амедея и Эжени (Анни) Робишо. В 15 лет Луи поступил в колледж Сакре-Кер в Батерсте, готовящий священников, но после трёх лет учёбы решил, что политическая карьера привлекает его больше. Окончив Сакре-Кер в 1947 году со степенью бакалавра искусств, поступил в Университет Лаваля, где продолжил образование в области экономики и политологии.
По завершении учёбы три года проходил практику в юридической фирме в Батерсте, а затем, получив адвокатскую лицензию, некоторое время вёл собственное дело в Ришибакто. В 1952 году, в возрасте 27 лет, был избран депутатом Законодательного собрания Нью-Брансуика от графства Кент. Вторично избран в провинциальный парламент в 1956 году и в 1957—1958 годах занимал место критика по финансам в оппозиционном теневом кабинете. В 1958 году избран председателем Либеральной партии Нью-Брансуика.
В 1960 году либералы под руководством Робишо победили на провинциальных выборах консерваторов Хью Флемминга. Робишо стал первым акадийцем, занявшим пост премьер-министра Нью-Брансуика, и оставался на нём до 1970 года. С 1960 по 1965 год он совмещал обязанности премьера с должностью генерального прокурора, а в 1968 году возглавлял министерство по делам молодёжи.
Правительство Робишо начало претворять в жизнь масштабный план социальных реформ, известный как «Программа равных возможностей» (англ. Programme of Equal Opportunity. В рамках этой программы была осущестлена централизация социальных услуг и административной власти в провинции и ликвидирована одна из ступеней местного самоуправления — советы графств. Централизации на провинциальном уровне подверглись судебная система, системы образования, социальной поддержки и здравоохранения. Целью программы было предоставление всем жителям провинции равной возможности получения этих услуг, что заметно улучшило жизнь для многих граждан. Школы и больницы во многих экономически отсталых и удалённых районах провинции были модернизированы.
Другим важным аспектом деятельности кабинета Робишо стало улучшение социального положения акадийцев Нью-Брансуика и их более активное вовлечение в процесс управления. Либеральное правительство открыло Монктонский университет, в программе которого важное место заняло изучение культурного наследия акадийцев, и приняло закон об официальных языках, сделавший французский язык одним из государственных языков Нью-Брансуика. Это одновременно облегчило получение государственных услуг франкоязычным меньшинством провинции и занятие должностей на государственной службе носителями французского языка.
Среди прочих реформ правительство Робишо были введение поста провинциального омбудсмена, оживление горнодобывающей промышленности и лесного хозяйства и переход провинции на бесплатное здравоохранение (в результате отмены налога на здравоохранение). Были приняты законы о праве государственных служащих на коллективные переговоры и об алкогольных напитках.
В 1970 году либералы потерпели поражение на провинциальных выборах в Нью-Брансуике, и на следующий год Робишо подал в отставку как лидер партии и член Законодательного собрания, чтобы возглавить канадскую делегацию в Международной объединённой комиссии. Он продолжал занимать эту должность до декабря 1973 года, когда был назначен сенатором Канады. Робишо оставался в Сенате до октября 2000 года, когда вышел в отставку по достижении возраста 75 лет. В последние годы жизни проживал в Нью-Брансуике, где умер в Сент-Анн-де-Кент в 2005 году.

## Признание заслуг
Луи Жозефу Робишо был присвоен статус королевского адвоката. Он также был членом Тайного совета королевы для Канады. В 1971 году произведён в компаньоны ордена Канады — высшая степень этой награды — за заслуги перед провинцией Нью-Брансуик.